# De Beers

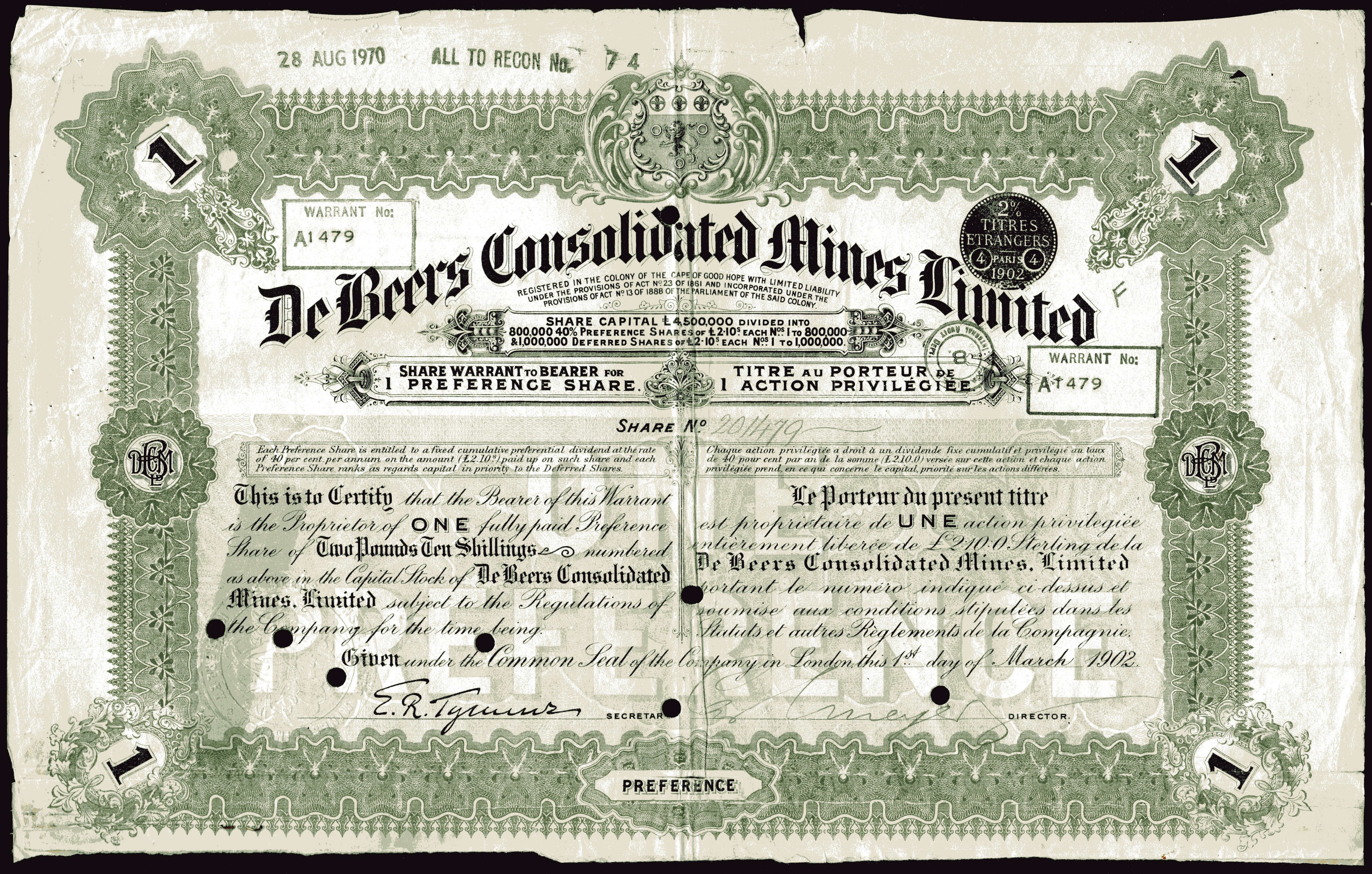
Akcja uprzywilejowana De Beers z 1902 roku

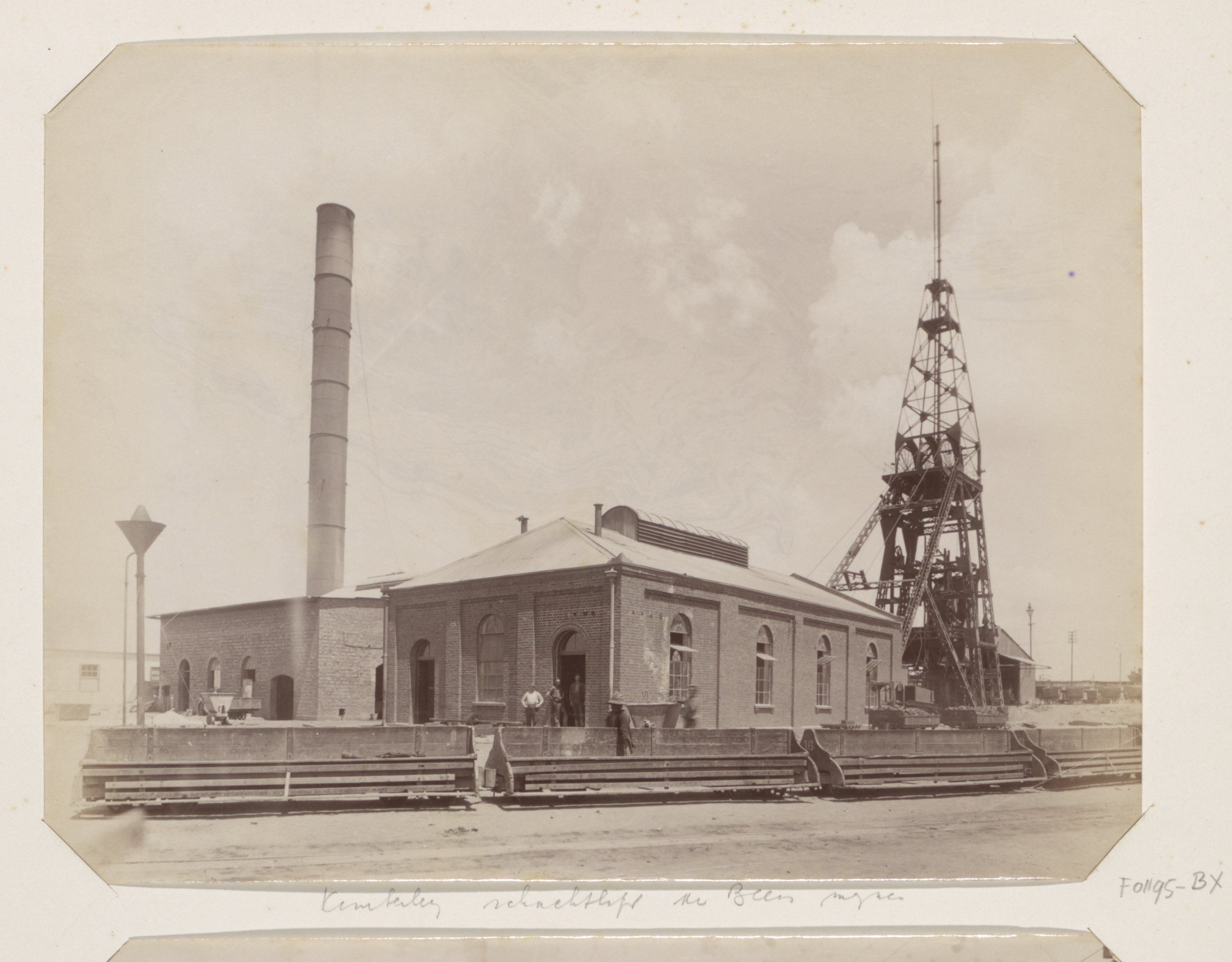
Kopalnia De Beers koło Kimberley, na przełomie XIX/XX w.

De Beers plc – międzynarodowe przedsiębiorstwo specjalizujące się w wydobyciu i sprzedaży diamentów, przez większą część XX wieku mające faktyczny monopol na rynku światowym. Jest to spółka akcyjna nienotowana na giełdzie, której współwłaścicielami są przedsiębiorstwo wydobywcze Anglo American plc (85% udziałów) oraz rząd Botswany (15%). Pierwotnie siedziba przedsiębiorstwa mieściła się w Południowej Afryce. Obecna zarejestrowana siedziba spółki znajduje się na wyspie Jersey, w Saint Helier. Faktyczna siedziba zarządu mieści się w Londynie, przy Charterhouse Street.
Przedsiębiorstwo ma formę holdingu pionowo zintegrowanego, którego działalność obejmuje poszukiwania złóż diamentów, wydobycie, dystrybucję i sprzedaż diamentów surowych i szlifowanych, produkcję i sprzedaż detaliczną biżuterii diamentowej, a także produkcję diamentów syntetycznych. Spółka prowadzi działalność wydobywczą w czterech krajach: Botswanie (około 70% produkcji), Namibii, Południowej Afryce i Kanadzie. W 2022 roku wielkość produkcji diamentów surowych wyniosła 34,6 mln karatów, co stanowiło około 1/3 produkcji światowej. Wielkość zatrudnienia wynosiła 10 500 osób. W tym samym roku spółka uzyskała przychód w wysokości 6,61 mld USD, zysk operacyjny – 1,12 mld USD, oraz zysk netto – 796 mln USD.

## Historia
Przedsiębiorstwo zostało założone w kwietniu 1880 roku przez Cecila Rhodesa, Charlesa Rudda i ich wspólników. Prowadziło początkowo eksploatację złóż diamentów odkrytych w latach 60. XIX wieku nieopodal Kimberley, na rubieży ówczesnej brytyjskiej Kolonii Przylądkowej (obecnie Południowa Afryka). Nazwa De Beers, nadana pierwszej należącej do spółki kopalni, pochodzi od nazwiska właścicieli gospodarstwa rolnego, w obrębie którego została ona ulokowana. W pierwszych latach działalności spółki Rhodes podjął działania na rzecz konsolidacji produkcji w regionie, będącym wówczas jedynym znaczącym ośrodkiem wydobycia diamentów na świecie. W rezultacie przejęcia szeregu konkurencyjnych kopalń do 1888 roku De Beers uzyskało kontrolę nad 90% ówczesnej światowej produkcji diamentów. Jednocześnie spółka rozpoczęła działania mające na celu uzyskanie kontroli nad ich dystrybucją. W 1890 roku współzałożyła międzynarodowy syndykat zrzeszający pośredników i sprzedawców diamentów, London Diamond Syndicate. Do głównych jego zadań należała stabilizacja cen na odpowiednio wysokim poziomie, poprzez regulację podaży i stymulację popytu. W 1893 roku akcje De Beers jako spółki publicznej weszły do obiegu na giełdzie papierów wartościowych w Johannesburgu (JSE).
Na początku XX wieku pozycji De Beers na rynku światowym zagrażały kolejne odkrycia pokładów diamentów, m.in. w Transwalu (1902), Niemieckiej Afryce Południowo-Zachodniej (ob. Namibia, 1908), Portugalskiej Afryce Zachodniej (ob. Angola, 1912) i Kongu Belgijskim (ob. Demokratyczna Republika Konga, 1912). W 1929 roku w następstwie przejęcia większości udziałów w De Beers przez spółkę Anglo American oraz Ernesta Oppenheimera, ten ostatni mianowany został prezesem De Beers. Gwałtowny wzrost światowej produkcji za sprawą nowo odkrytych złóż, przy jednoczesnym zaniku popytu wynikającym z rozpoczynającego się wielkiego kryzysu (1929–1933), doprowadziły do załamania cen diamentów. Pod kierownictwem Oppenheimera, w 1934 roku De Beers założyło spółkę Diamond Trading Company (działającą też pod nazwą Central Selling Organization, CSO), pośredniczącą między producentami diamentów a sprzedawcami detalicznymi. Podobnie jak w przypadku poprzedzającego ją syndykatu, jej podstawowymi celami były kontrola nad światowym rynkiem diamentów i stabilizacja cen. Jej działalność miała charakter kartelu, a za jej sprawą światowe ceny diamentów rosły niemal nieprzerwanie przez ponad pół wieku, w przeciwieństwie do innych kopalin, jak złoto, srebro czy miedź.
W 1938 roku De Beers rozpoczęło we współpracy z agencją reklamową N. W. Ayer & Son szeroko zakrojoną i wieloletnią kampanię marketingową na terenie Stanów Zjednoczonych, której celem było wykreowanie skojarzenia diamentu z miłością romantyczną i wysoką pozycją społeczną, a w konsekwencji wzmożenie popytu na pierścionki zaręczynowe i inną biżuterię diamentową. Kampania okazała się wysoce skuteczna – pod koniec lat 50. XX wieku pierścionki diamentowe były w społeczeństwie amerykańskim powszechnie uznawane za nieodzowny element zaręczyn. W latach 60. kampanię rozszerzono o kolejne kraje, gdzie odniosła ona podobny sukces, czego przejawem była m.in. Japonia, gdzie w latach 1967–1982 odsetek narzeczonych noszących diamentowe pierścionki wzrósł z 5 do 60%.
W latach 80. XX wieku De Beers kontrolowało 90% światowego rynku diamentów. Od tamtej pory udział ten stopniowo maleje – do około 60% w latach 90. (46% światowej produkcji, 80–85% dystrybucji) i 40% w 2014 roku. Wśród czynników, które wpłynęły na utratę dominującej pozycji na rynku były – zerwanie współpracy przez producentów wcześniej przynależących do CSO, przede wszystkim na terenie byłego Związku Radzieckiego, po jego rozpadzie, oraz odkrycie nowych złóż i wzrost produkcji w kopalniach na terenie Kanady, Australii i Rosji.
De Beers przez wiele lat pozostawało w sporze z rządem Stanów Zjednoczonych, który zarzucał przedsiębiorstwu stosowanie praktyk monopolistycznych, naruszających ustawę Shermana. Od 1948 roku miało zakaz prowadzenia działalności na terenie tego kraju (sprzedaż prowadzona była przez pośredników), zniesiony po zawarciu ugody w 2012 roku. W latach 90. XX wieku De Beers oskarżane było też o prowadzenie handlu tzw. krwawymi diamentami, przychody z których służyły do finansowania konfliktów zbrojnych na kontynencie afrykańskim. W rezultacie w 1999 roku przedsiębiorstwo zaprzestało skupu diamentów spoza certyfikowanych źródeł.
W 2001 roku spółka zakończyła ponad stuletnią obecność na giełdzie. Jej właścicielami zostały: spółka Anglo American (45% udziałów), rodzina Oppenheimer (40%) oraz rząd Botswany (15%). W 2011 roku Anglo American odkupiło udziały należące wcześniej do rodziny Oppenheimer, tym samym stając się większościowym udziałowcem w spółce (85%).